# Józef Kupczyk
Józef Kupczyk (ur. 1846 w Bartągu koło Olsztyna, zm. 7 listopada 1911 tamże), polski artysta ludowy na Warmii, rzeźbiarz, bibliofil, poeta.

## Życiorys
Był synem cieśli Jakuba (Martuszewski podaje imię ojca: Józef), właściciela gospodarstwa niedaleko Bartąga, który przez pewien czas dzierżawił również od nadleśnictwa sąsiadujące z gospodarstwem pole korcowe (teren do wykarczowania, przeznaczony na kilkudziesięcioletnią uprawę rolną, z planami przywrócenia gospodarki leśnej). Józef Kupczyk odbył służbę wojskową w armii pruskiej; wiadomo, że w 1871 przebywał w Gdańsku, być może w czasie drogi powrotnej z wojny z Francją (był ranny w walkach o Metz). Mógł też trafić do Gdańska w poszukiwaniu pracy. W późniejszych latach osiadł na stałe w Bartągu, gdzie pracował jako stolarz.
Jako samouk wykonywał rzeźby, głównie o tematyce religijnej. Pracował przy ołtarzach kościołów wiejskich w Bartągu i Klebarku, tworzył figury świętych, przydrożne krzyże. Swoje usługi rzeźbiarskie reklamował w „Gazecie Olsztyńskiej”, oferując wykonywanie ołtarzy, ambon, konfesjonałów, chrzcielnic, krzyży (zarówno na ołtarze, jak i do procesji oraz krzyży pokojowych), drewnianych figur Chrystusa. Budował również, a także remontował i uzupełniał o nowe melodie, katarynki.
Był zaangażowany w ruch polski. Propagował czytelnictwo polskich gazet („Pielgrzyma”, „Gazety Olsztyńskiej”) i książek. Od 1882 prowadził w swoim domu bibliotekę Towarzystwa Czytelni Ludowych, liczącą 260 tytułów. Był w sprawie biblioteki wielokrotnie indagowany przez władze pruskie, m.in. w 1886 skonfiskowano pięć książek, uznanych za niepożądane politycznie, a dwa lata później zakazano rozpowszechniania biografii Jana Kilińskiego. Na zarzuty współpracy z polskimi organizacjami z ziem wielkopolskich Kupczyk odpowiadał, że książki zakupił sam, na użytek własny oraz w celach zarobkowych, z zamiarem wypożyczania ich za pieniądze. Zapewne część książek pochodziła z poznańskiego Towarzystwa Oświaty Ludowej, a część z Towarzystwa Moralnych Interesów, niemniej jednak pewna liczba pozycji, np. kalendarze, najprawdopodobniej rzeczywiście stanowiła własność Kupczyka. Władze pruskie mogły dawać wiarę tłumaczeniom Kupczyka, o czym świadczy uwolnienie go od kary i kosztów w 1888 po zakazie dotyczącym książki o Kilińskim, a także plany z 1887, w myśl których miano powierzyć bartąskiemu stolarzowi jednoczesne prowadzenie zakupionego w Królewcu księgozbioru w języku niemieckim (nie wiadomo, czy doszło do realizacji tych zamiarów).
W marcu 1884 w „Mazurze” Jana Karola Sembrzyckiego pisano: „Kupczyk jest rodem Warmiak z rodziców polskiej narodowości, miłujący swój ojczysty język, choć i w niemieckim nie da się oszukać. Jest dobrym obywatelem pruskim, służył w wojsku, składał przysięgę najjaśniejszemu królowi, której też wiernie dochował”. Skądinąd zachowała się notatka Kupczyka, pozostawiona w kuli nad żyrandolem w kościele w Bartągu, jednoznacznie określająca jego stosunek od otaczającej rzeczywistości: „mowa przeważnie polska, lecz teraz chcą nas gwałtem zniemczyć, czytamy gazety polskie, Pielgrzyma, Przyjaciela. Niemców mamy czystych sześciu.”
Przypuszczalnie Kupczyk był autorem korespondencji, zamieszczanych w „Gazecie Olsztyńskiej” od 1886 pod pseudonimem „Stary wiarus znad Łyny”. Poświęcone one były germanizacji wsi, a także odkryciom archeologicznym w okolicy Bartąga.
W 1892 biblioteka Towarzystwa Czytelni Ludowych przeniesiona została z domu Kupczyka do Rusi, do kowala Jana Jagalskiego. Przez kolejne kilkanaście lat działalność Kupczyka pozostaje nieznana, zapewne wykonywał kolejne prace rzeźbiarskie; jedną z nich odnotowała w 1907 „Gazeta Olsztyńska”. W 1910 Kupczyk uczestniczył w zakładaniu Banku Polskiego w Olsztynie. W tym samym czasie wybudował w Bartągu okazały dom, a syna Mieczysława ożenił z Józefą Biegałówną z Gietrzwałdu. Zaprzyjaźniony z Kupczykiem poeta i księgarz gietrzwałdzki Andrzej Samulowski uczcił ślub dwoma okolicznościowymi wierszami, zamieszczonymi w „Gazecie Olsztyńskiej”. Niewykluczone, że właśnie za sprawą Samulowskiego sam Kupczyk próbował swoich sił jako poeta, pisząc po polsku wiersze religijne i patriotyczne. Pozostały one w rękopisie i po II wojnie światowej zaginęły.
Józef Kupczyk zmarł 7 listopada 1911 w Bartągu i został pochowany na miejscowym cmentarzu (grób nie zachował się).